# Seebach (Isar)
Der Seebach ist ein 3,5 km langes Fließgewässer in der Gemeinde Ismaning im bayerischen Landkreis München. Es verbindet den Mittleren-Isar-Kanal mit der Isar.

## Heutiger Verlauf
Der Seebach beginnt westlich des Ismaninger Speichersees. Einen Teil seines Wassers erhält er von der Gleißach, die auf der Höhe des Teichguts Birkenhof durch einen Düker unter dem Mittlere-Isar-Kanal hindurchgeführt wird. Weiteres Wasser kommt aus einem Wassergraben, dem Wasser vom Mittlere-Isar-Kanal aus zugeführt wird. Der Bach wird zunächst unterirdisch weitergeführt und kommt nach 20 m nördlich des parallel zum Mittlere-Isar-Kanal verlaufenden Wegs wieder ans Tageslicht.
Nach einer Strecke rund 3,5 Kilometern, streckenweise als Ortsbach durch das Zentrum von Ismaning, mündet der Seebach bei Flusskilometer 134,2 in die Isar. Abgesehen von Gleißenbach und Kernbach verfügt der Seebach inzwischen über keine benannten natürlichen Zuflüsse mehr.

## Historischer Verlauf
Bis zum Bau des Mittlere-Isar-Kanals ab dem Jahr 1921 war der Seebach noch rund neun Kilometer lang und entsprang im Johanneskirchener Moos zwischen Johanneskirchen und Aschheim. Mit der Absenkung des Grundwasserspiegels beim Bau von Kanal und Speichersee verlor er seine Oberläufe, die 1832 von Anton Eisenmann und Karl Friedrich Hohn in ihrem Topo-geographisch-statistisches Lexicon vom Königreiche Bayern noch ausführlich beschrieben worden waren:

„Seebach, Bach in den Ldg. Erding und München, welcher im Erdinger Moose durch den Zusammenfluss des bei Riem entspringenden Breitenbachs, dann der oberen Gräben, des Vogelgrabens, Ober- und Unter-Dornachbächels, langen Grabens, Haresselbächels, Fahrtbächels, Aschheimerbaches, Müllergrabens und Föhringerbaches, Mühlbaches, Schwarzbrunnens, alten Grabens, Neugrabens, großen und kleinen Erlbaches, Körngrabens und Koppenbachels entspringt, in Ismaning das Gleisachbächel aufnimmt und unterhalb Ismaning in die Isar fällt.“

Der Bau des Kanals hatte für den Seebach laut einer Beschreibung aus dem Jahr 1936 erhebliche Auswirkungen:

„Im Seebachgebiet wurden der obere Graben, der Dornachbach, Dornacher Grenzgraben, Dornacher Dorfgraben, Habröselbach und Aschheimer Mühlbach, die zusammen den Mühlbach bilden (nach seiner Vereinigung mit dem Föhringer Bach wird er Seebach genannt) durch den Abfanggraben abgeschnitten und sind eingegangen. Eine Anzahl anderer Bäche, wie Gleissach, Humpelgraben, Großer Erlbach, Kleiner Erlbach, Fahrbach, sind in ihrer Wasserführung geschmälert. Dadurch ist der Seebach, dessen Lauf im übrigen durch den Werkkanal und die Fischteiche unterbrochen wird, in seinem oberen Teil trockengelegt. Auch sein Unterlauf zeigt eine merkliche Verringerung der Wassermenge. Um den Betrieb der an diesem Bach gelegenen Mühlen aufrechterhalten zu können, mußte zeitweise Wasser aus dem Werkkanal übergleitet werden.“

Als Ausgleich für die entfallenen Quellbäche wird der Seebach heute von der Gleißach gespeist.

## Wirtschaftliche Nutzung
In Ismaning wurde der Seebach von zwei Mühlen (siehe Liste der Baudenkmäler in Ismaning) und zur Wasserversorgung einer Papierfabrik genutzt. Außerdem gründeten 33 Ismaninger Bürger im Jahr 1898 ein "Consortium zur Errichtung einer elektrischen Centrale" für den Bau und Betrieb einer Wasserkraftanlage am Seebach. Das Werk erhielt eine Turbine mit einer Leistung von 60 PS. Nach dem zwischenzeitlichen Ende der örtlichen Wasserkraftnutzung wurde 2008 in der mittlerweile zu einem kommunalen Kulturzentrum umgebauten Seidl-Mühle erneut eine Turbine mit nun 31 Kilowatt Leistung installiert.